# 天门增七
室女座83，又名BD-15 3731，HD 119605、SAO 158131、HR 5165，是室女座的一颗恒星，视星等为5.6，位于銀經321.03，銀緯44.82，其B1900.0坐标为赤經13h 39m 6s，赤緯-15° 44.82′ 34″。